# Кучеровка (Ростовская область)
Кучеровка — хутор в Матвеево-Курганском районе Ростовской области.
Входит в состав Большекирсановского сельского поселения.

## География

### Улицы
- пер. Огородный,
- пер. Трудовой.

## Население
| 2010 |
| ---- |
| 2    |